# Sangean
Sangean Electronics, Inc. — тайванська компанія з виробництва електроніки зі штаб-квартирою в районі Чжунхе (Новий Тайбей, Тайвань) та заводом у місті Дунгуань (Китай). Компанія відома своїми короткохвильовими та цифровими радіоприймачами (HD та DAB).

## Продукти
Sangean виробляє радіоприймачі вищого класу різних діапазонів та форматів: від портативних кишенькових до спеціальних стаціонарних.
Бренд вирізняється дизайнерським дизайном продукції. Кілька продуктів отримали нагороди.
Продукція виходить під власними торговими марками, включаючи Lextronix, Sangean, а також від імені інших компаній: багато радіоприймачів Siemens, Panasonic, Braun, Grundig, C.Crane та Roberts були розроблені та виробляються компанією Sangean.

### Радіоприймачі
Випускаються різні серії приймачів, в залежності від набору функцій та цільової аудиторії користувачів.
- WR (Wood Radio) — серія побутових настільних приймачів з дерев'яним корпусом.
- ATS — серія портативних аналогових всехвильових приймачів для радіоаматорів та професіоналів.
- DPR — серія цифрових портативних всехвильових приймачів.
- DMS — серія настільних музичних центрів.
- PR — серія портативних приймачів.
- PS (Pillow Speaker) — серія портативних гучномовців.
- PT — серія портативних транзисторних приймачів.
- DT — серія кишенькових приймачів.
- SG — серія аналогових кишенькових всехвильових приймачів.
- SR (Stereo Radio) — серія кишенькових та ультракомпактних AM/FM Stereo приймачів:
  - SR-2 — найменший приймач Sangean (79×41×15 мм, 38 г[5][6][7][8]), випущений у серпні 1999, працює від однієї батарейки AAA[9], має функцію DBB (Deep Bass Boost) та перемикач Stereo/Mono для FM. Випускався у кількох кольорах: сірий металік (SR2-G), жовтий (SR2-Y[5]), чорний (SR2-S[10]), світло-сірий металік (SR2WEISS[11], випущено 2013) та білий[уточнити].
- MMR (Emmergency radio[en]) — серія аварійних приймачів (з ручним динамо-генератором, сонячними батареями, тощо).
- U (Utility Radio) — серія великих радіоприймачів для використання на відкритому просторі, на промислових площах та будівництві.
- ANT — серія зовнішніх антен для радіоприймачів.

Радіоприймачі Sangean
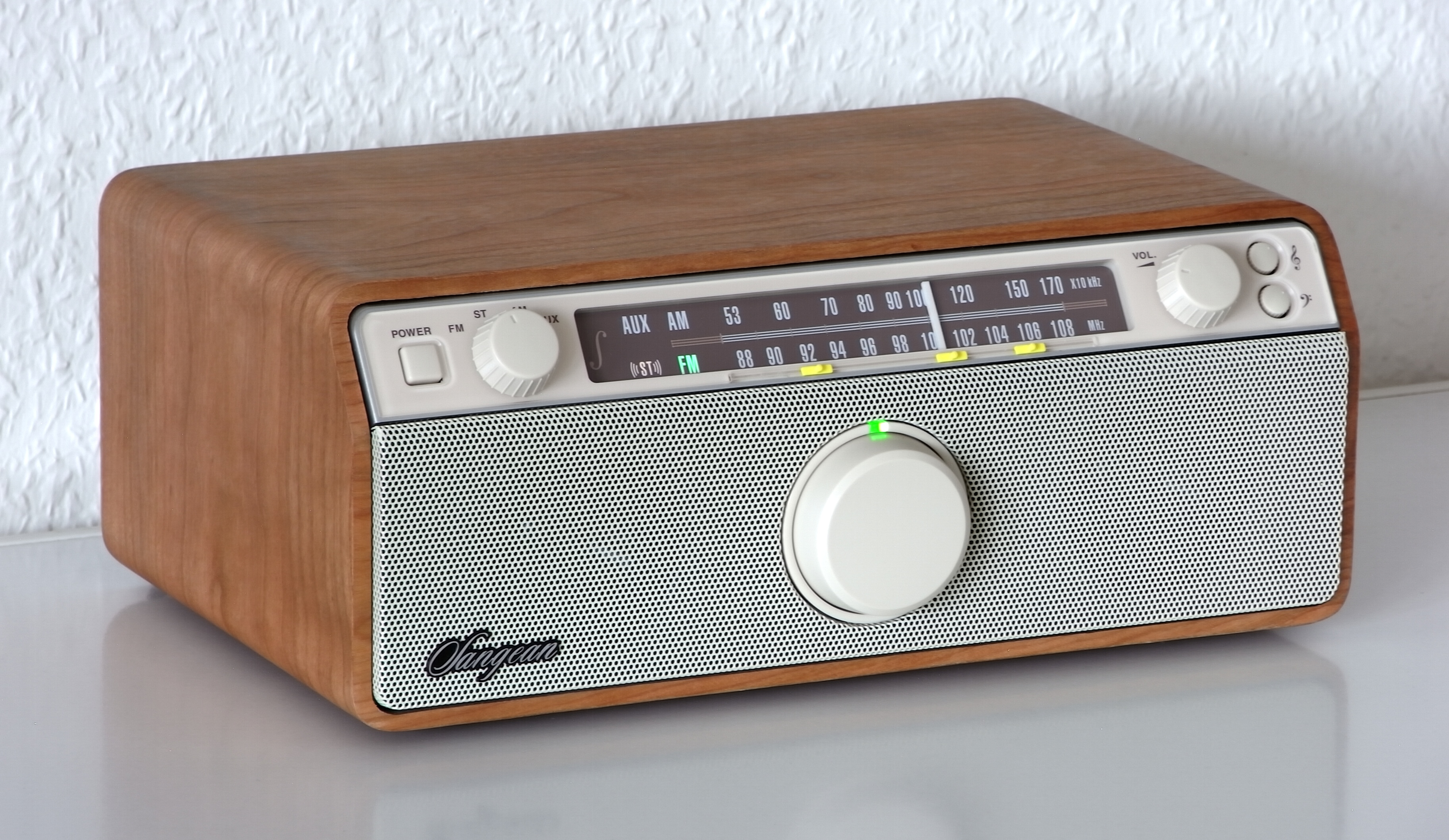
WR-12
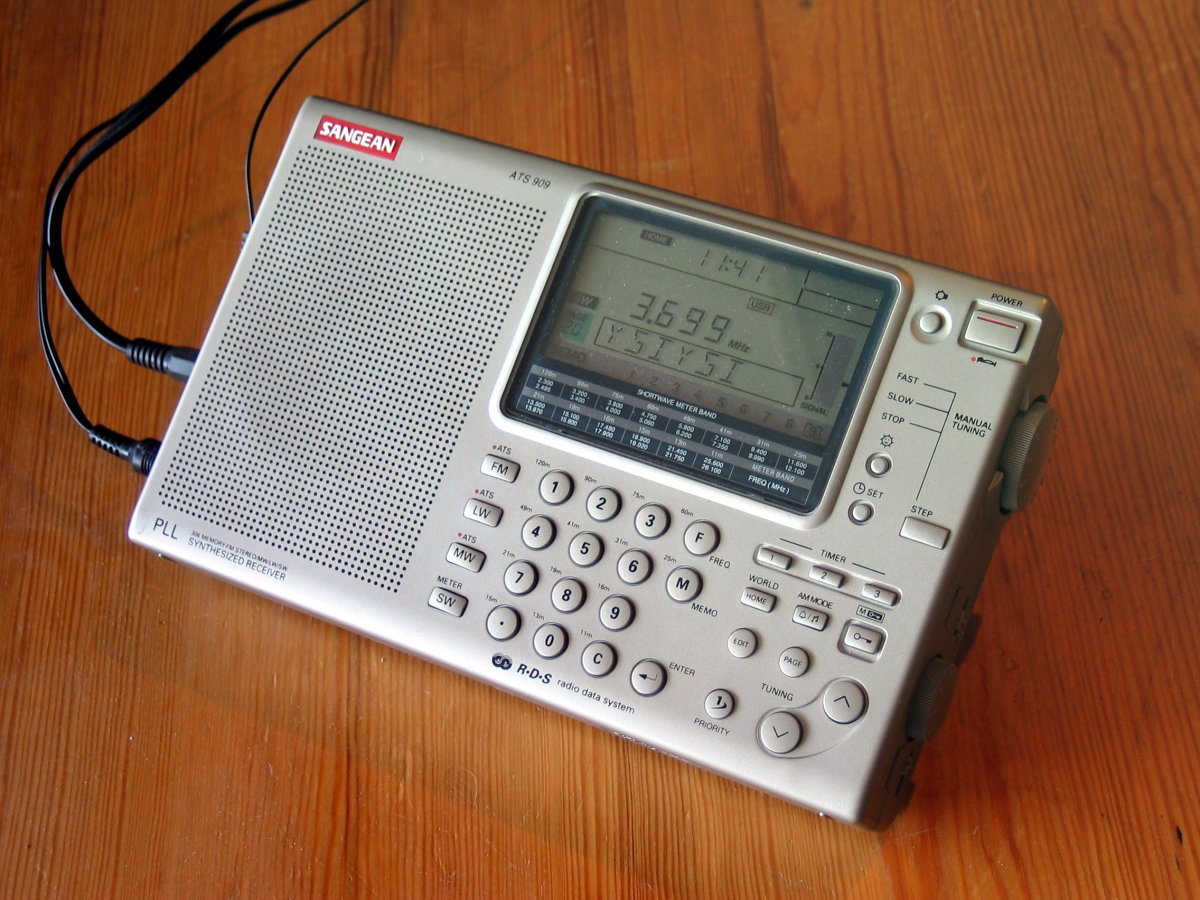
ATS 909
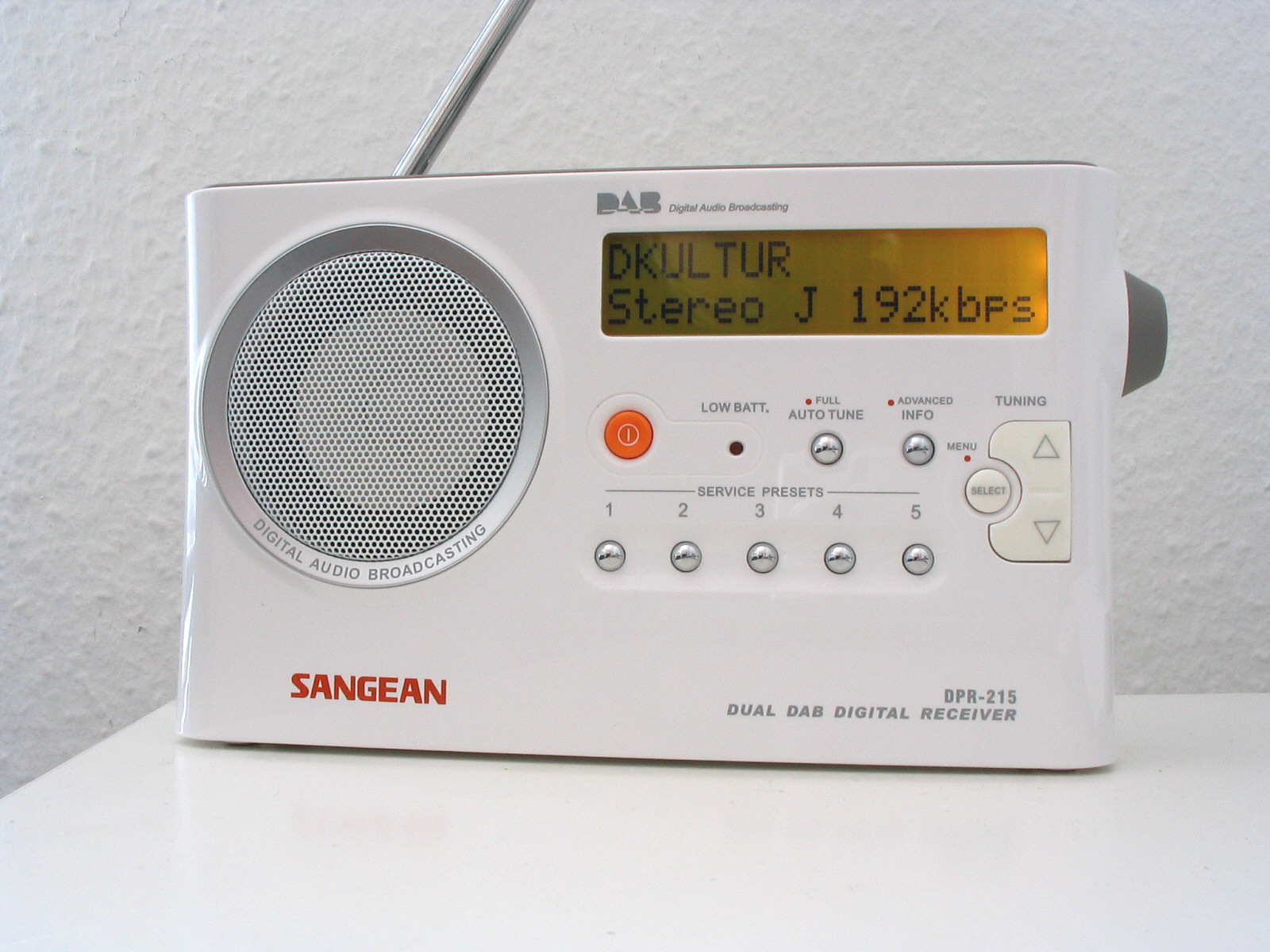
DPR-215
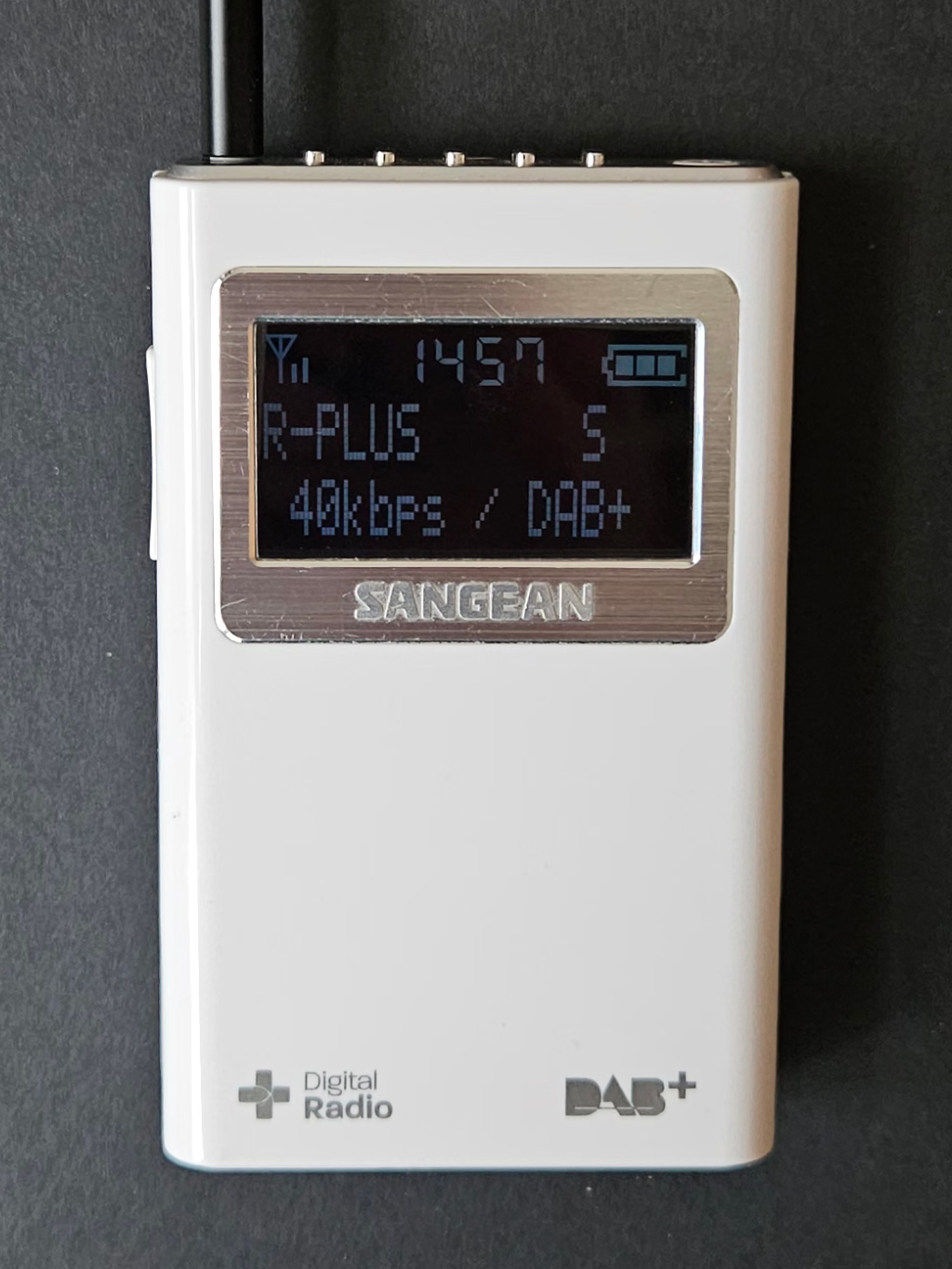
DPR-39
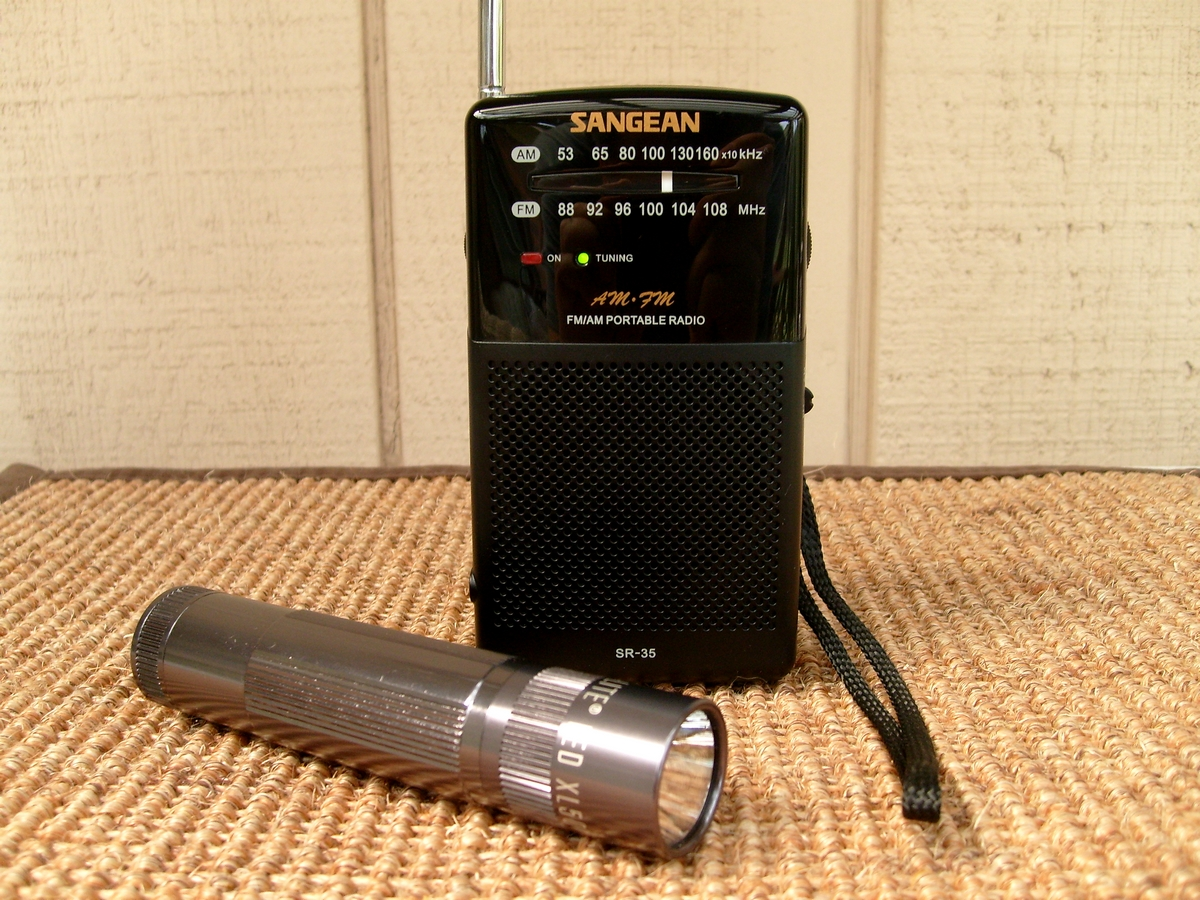
SR-35
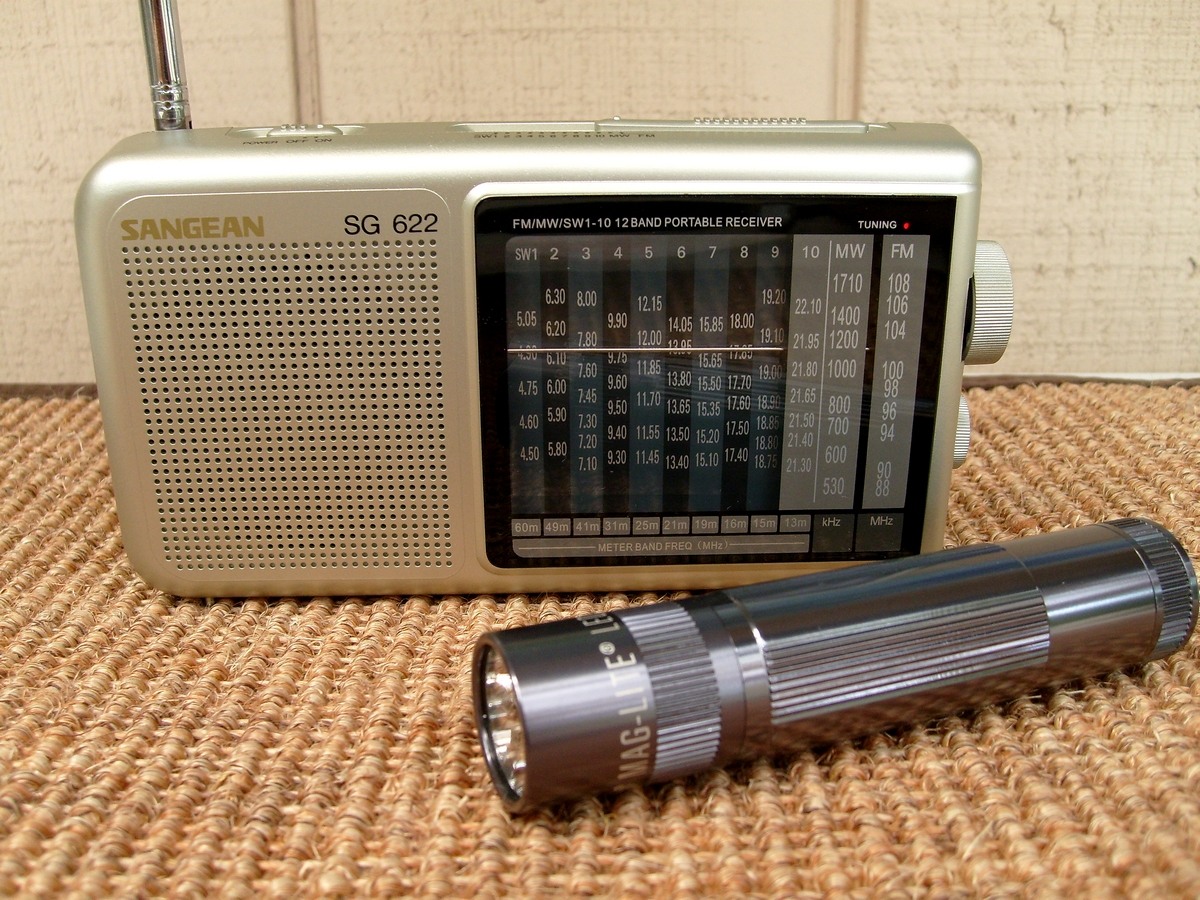
SG-622
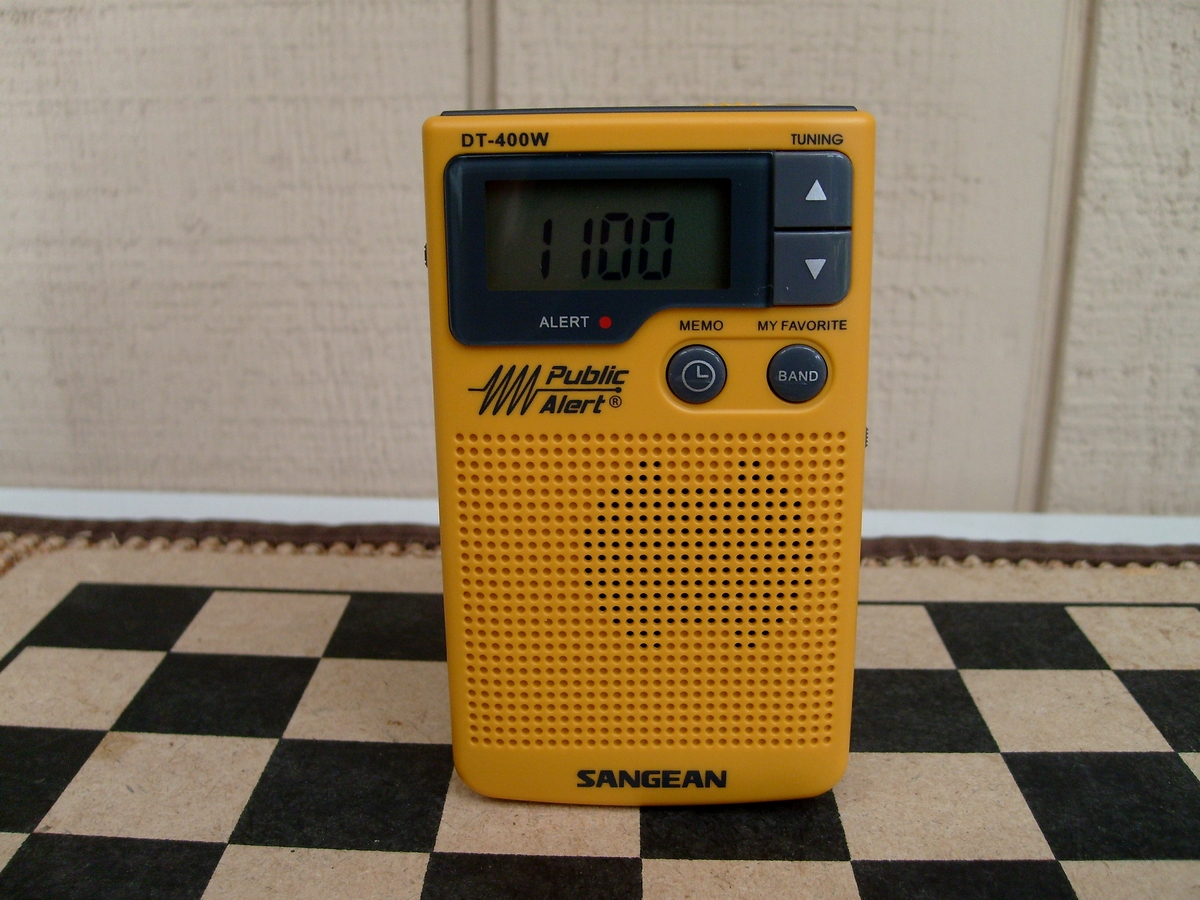
DT-400W

### Додаток UNDOK
Більшість інтернет-радіоприймачів Sangean сумісні з додатком UNDOK, який надає можливість під'єднаня пристрою до радіо та вибору входу (DAB, FM, Bluetooth) або радіостанції.